# Усть-Ерба
Усть-Ерба (хак. Чорба пилтірі)— село в Боградском районе Хакасии, находится в 38 км на С.-В. от райцентра — с. Боград. Расположено на левом берегу Красноярского вдхр.
Расстояние до ближайшей ж.-д. ст. 88 км, до аэропорта г. Абакана 103 км, до пристани в с. Новосёлово — 108 км.
Число хозяйств 104, население 286 чел. (01.01.2004), в том числе русские, чуваши, поляки, немцы, украинцы.
Основано в 1940. В результате образования Красноярского вдхр. в 1960-х старое с. У.-Е. было перенесено на новое место с прежним назв. На терр. с. У.-Е. находились два колхоза: «Им. Кагановича» и «Им. Молотова». Позднее на базе этих колхозов образован совхоз «Знаменский» (ныне — крест.-фермерское х-во «Весна»).
Имеются общеобразовательная школа, ДК, фельдшерско-акушерский пункт.
В 13-18 веках на месте села находилась столица Исарского княжества.

## Население
| 2002 | 2010 |
| ---- | ---- |
| 298  | ↘205 |